# Databazeknih.cz
Databazeknih.cz ( Databáze knih ) es un sitio web que permite la búsqueda y venta de libros. Contiene una base de datos de libros en papel y libros electrónicos editados en idioma checo e idioma eslovaco, principalmente, u otros idiomas, y publicados por editoriales checas o eslovacas (checoslovacas) en el territorio de la República Checa o Eslovaquia. Se procesa detalladamente la información no solo sobre los libros, sino también sobre los autores. Para los libros, se brinda una breve descripción del contenido, la opción de ver la sección de comentarios. En la sección interesante, el lector aprende información detrás de escena sobre el libro, por ejemplo, si el libro fue filmado. La sección de publicaciones registra qué editorial y en qué año se publicó el libro. También figura el ISBN.
La base de datos se centra en valoraciones y comentarios de libros y contiene una visión general de bibliotecas principalmente checas, pero también de varias eslovacas, así como de premios literarios concedidos tanto en la República Checa como en el extranjero. En la sección Clasificaciones, el lector puede encontrar reseñas positivas y negativas de libros, la cita más popular en este momento y otras estadísticas. 

## Historia
La base de datos de libros fue fundada el 8 de diciembre de 2008 por Daniel Fiala y, según el último informe anual de la Asociación de Libreros y Editores Checos, es el proyecto checo de libros en Internet más visitado. 
Desde 2010, Databáze knih realiza cada año su propia encuesta sobre el Libro del Año, en la que participan decenas de miles de usuarios registrados del sitio web. Como parte de esta encuesta, también se realizan votaciones en las categorías Año Nuevo y Portada del Año.
Los usuarios pueden registrarse y crear y ampliar el contenido del sitio, contribuir calificando libros, historias y escribiendo comentarios. Los libros (y sus partes, por ejemplo, cuentos individuales) se califican con estrellas (0-5), a partir de las cuales se calcula el porcentaje general. Los libros mejor valorados ( por encima de 80% ) están marcados en rojo, mientras figuran en azul los clasificados entre 40 a 79 %. Los libros con menos de 40% son negros. Por último, los libros que aún no han sido calificados están marcados en blanco. Sólo los usuarios registrados pueden calificar libros.

## Funciones de base de datos
- Venta de libros a través de la tienda electrónica palmknihy.cz
- Perfiles de autores, libros, cuentos, editoriales.
- Clasificaciones de libros
- Reseñas de libros
- Citas del autor
- Discusión del libro
- noticias literarias
- Listas de bibliotecas

## Funciones de usuario
- Evaluación de libros, cuentos.
- Comentar libros, cuentos, autores.
- Listar registros (Solo leer libros, Leer libros, Biblioteca, Quiero comprar, listas propias)
- Bazar de libros (el usuario puede suscribirse para ofrecer sus libros a la venta)
- Escribir reseñas
- Blog
- Perfil de usuario
- Mensajes privados